# Фаворов, Назарий Антонович
Наза́рий Анто́нович Фаво́ров (1820, Ламино, Рязанская губерния — 12 [24] января 1897, Киев) — православный богослов и публицист, протоиерей, сын диакона Рязанской епархии, магистр Киевской духовной академии, в которой преподавал Священное Писание, патрологию и церковное красноречие. Был также профессором богословия в Киевском университете.

## Биография[1]
Даты указаны по старому стилю
Назарий Антонович Фаворов родился в 1820 году в Ламино (ныне — в Сараевском районе Рязанской области).
- 1827 — поступил в Сапожковское духовное училище;
- 1835—1841 — обучение в Рязанской духовной семинарии;
- 1841—1845 — обучение в Киевской духовной академии; окончил со степенью первого магистра. Оставлен в академии бакалавром при кафедре Священного Писания.
- 1847 — переведён на кафедру патрологии, где годом ранее начал читать лекции по патрологии;
- 1849 — переведён на кафедру церковного красноречия, где в 1848 г. ему вначале было поручено читать лекции по этой дисциплине;
- 1853 — возведён в степень экстраординарного профессора по классу словесных наук;
- 1855 — звание ординарного профессора академии;
- 21 декабря 1859 г. — перешёл в университет св. Владимира в должности профессора богословия, логики и психологии;
  - в это же время становится законоучителем Фундуклеевской женской гимназии — до 1870 г.
- 6 января 1860 г. — сан священника университетской церкви;
- 27 июня 1861 г. — протоиерей.
- 1862 г. — доктор богословия — получил в знак уважения к учёным трудам;
- 4 сентября 1895 г. — 50-летний юбилей преподавательской деятельности.
- 12 января 1897 г. — кончина. На университетской службе состоял вплоть до последнего дня жизни.

В разное время преподавал Закон Божий в институте благородных девиц, на высших женских курсах и в частной гимназии Ващенко-Захарченко.

## Сочинения
Из сочинений Фаворова особенно известны «Очерки нравственного православно-христианского учения» и «Очерки догматического православно-христианского учения»; и те, и другие выдержали по восьми изданий.
К тому же разряду следует отнести его «Чтения о догматических истинах православно-христианской веры» (Киев, 1882, 1890).
Другие труды Фаворова:
- «О христианской нравственности» (Киев, 1879);
- «Собрание проповедей» (Киев, 1887);
- «Руководство к церковному собеседованию или гомилетика» (пять изданий);
- ряд статей в «Трудах Киевской Духовной Академии» и «Воскресном Чтении».